# Llista Fabregat
Llista Fabregat és el nom que va rebre una llista de paraules inclosa al llibre d'estil de Radiotelevisió Valenciana en 1990. Deu el seu nom a Amadeu Fabregat, director aleshores de l'ens.

## Història
El llibre d'estil de Canal 9, redactat per Toni Mollà, tenia esperit innovador i aperturista, prioritzant les formes lingüístiques valencianes tot ajustant-se a la normativa.
La llista va ser realitzada pels tècnics d'Amadeu Fabregat, que n'havia pactat el contingut amb Xavier Casp, aleshores referent cultural dels seguidors de les normes del Puig.
A la llista s'incloïen 543 recomanacions lingüístiques on apareixien paraules valencianes que fins aleshores no havien estat reconegudes en l'àmbit llibresc, però que ja aleshores tenien l'aval de diferents lingüistes de prestigi i estaven recollides al Diccionari català-valencià-balear. Tot i que el document original sols recomanava usos lingüístics, com qualsevol llibre d'estil, la llista va ser publicitada com una llista de paraules prohibides.
A banda de la qüestió de la prohibició, la llista va ser fortament criticada per l'aparició de castellanismes, que en alguns casos substituïen formes genuïnament valencianes, o per la relació amb la castellanització de la cadena, amb una presència cada vegada menor del doblatge en valencià. La polèmica va fer que nasquera l'associació Viure en Valencià i que des d'ACPV es recolliren més de 100.000 signatures per a presentar una moció a favor que Canal 9 emetera íntegrament en valencià, moció que comptà amb el suport del Consell Valencià de Cultura i de més de tres-cents ajuntaments.
En 1991, es va suprimir el departament d'assessorament lingüístic com a represàlia en contra dels lingüistes per haver-se oposat a la llista, en va despatxar huit i va traslladar el coordinador de l'equip, Toni Mollà, a un despatx sense finestres durant més de quatre anys.

### La mort del Sifoner
Durant l'etapa de realització de la llista, Amadeu Fabregat va contractar com a assessor Lluís Fornés i Pérez-Costa, que amb el pseudònim de Lluís el Sifoner es dedicava a la cançó.
Durant una actuació al Teatre Principal a València, Fornés va ser aücat pel públic, que va boicotejar la seua actuació durant tres dies, llançant-li monedes de duro a l'escenari. Després dels fets va anunciar a les pàgines del diari Levante el seu abandó dels escenaris (retornaria en 2012), utilitzant la frase «el Sifoner ha mort».